# Sainte-Marguerite-de-Carrouges

Sainte-Marguerite-de-Carrouges este o comună în departamentul Orne, Franța. În 1 ianuarie 2022 avea o populație de 211 de locuitori.